# Allodiastylis hirtipes
Allodiastylis hirtipes är en kräftdjursart som beskrevs av Hale 1946. Allodiastylis hirtipes ingår i släktet Allodiastylis och familjen Gynodiastylidae. Inga underarter finns listade i Catalogue of Life.